# Novoszády Zsigmond
Id. Novoszády Zsigmond (? – 1704) magyar barokk ötvösmester. 
Édesapja Novoszády István lőcsei ötvösmester, fivére Novoszády Kristóf svéd királyi ötvösmester.
Fia ifj. Novoszády Zsigmond, a karlskronai ötvöscéh elöljárója.
Az ötvösművészetet Lőcsén Wüsztemann Áronnál tanulta. 1697. március 13-án kérte felvételét a svédországi Karlskrona ötvöscéhébe, 1697. október 15-én fogadták mestertárssá. Ugyanekkor kapott karlskronai polgárjogot.
Felesége Gertrud.
Tragikus hirtelenséggel, 38 évesen hunyt el 1704-ben.

## Neves tanítványai
- Magnus Abrahamsson Myrman
- Hans Johansson Stadius

## Ismert művei
- Bleking tartomány Nattraby templomában fennmaradt ezüst, részben aranyozott kehelytányér (paténa). A 10,2 cm átmérőjű kehelytányér hátsó oldalán "4 Lod" adja a mű súlyát s ezenkívül a "NOVOSADI" mesterjegy kétszer van beütve.
- Upmark szerint a paténához tartozó kehely is Novoszády Zsigmond műve, azonban e kelyhen semminemű mesterjegy nincs, így nem állítható bizonyossággal, hogy e kelyhet is Novoszády Zsigmond készítette.